# Między nami złodziejami
Między nami złodziejami (cz. Mezi námi zloději) – czechosłowacki czarno-biały film komediowy z 1964 w reżyserii Vladimíra Čecha. 

## Obsada
- Otomar Krejča jako Josef Laštovka, kasiarz
- Vladimír Menšík jako Lojza Bazan, oszust matrymonialny
- Jiří Sovák jako František Fafejta, szuler
- František Filipovský jako Béda Musil, więzienny fryzjer
- Zuzana Stivínová jako Vlastička
- Stella Zázvorková jako Růžena Musilová
- Jarmila Smejkalová jako Zdenka Zouzalová
- Josef Kemr jako Paroubek, przewodniczący spółdzielni
- Oldřich Lukeš jako kapitan Mrázek
- Rudolf Deyl jako Josef Musil
- Václav Lohniský jako Alois Musil
- Bohuš Záhorský jako dziadek Vincek Musil
- Jaroslav Mareš jako Franta Musil
- Franta Musil jako Emil Musil
- Jaroslav Vojta jako Oldřich Musil
- Eman Fiala jako Antonín Musil
- Miloš Nedbal jako Čeněk Musil
- Elena Hálková jako Božena Musilová
- Věra Ferbasová jako Marie Musilová
- Eva Svobodová jako Hanousková
- Hermína Vojtová jako staruszka
- Jiří Steimar jako przewodniczący komisji
- Marcella Sedláčková jako członek komisji
- Jan Pohan jako milicjant
- Jan Tříska jako mężczyzna w gospodzie

## Źródła
- Między nami złodziejami w bazie IMDb (ang.)
- Między nami złodziejami w bazie Filmweb
- Mezi námi zloději w bazie Kinobox.cz (cz.)
- Mezi námi zloději. w bazie ČSFD.cz. (cz.).
- Mezi námi zloději. w bazie FDb.cz. (cz.).